# Gashydraat

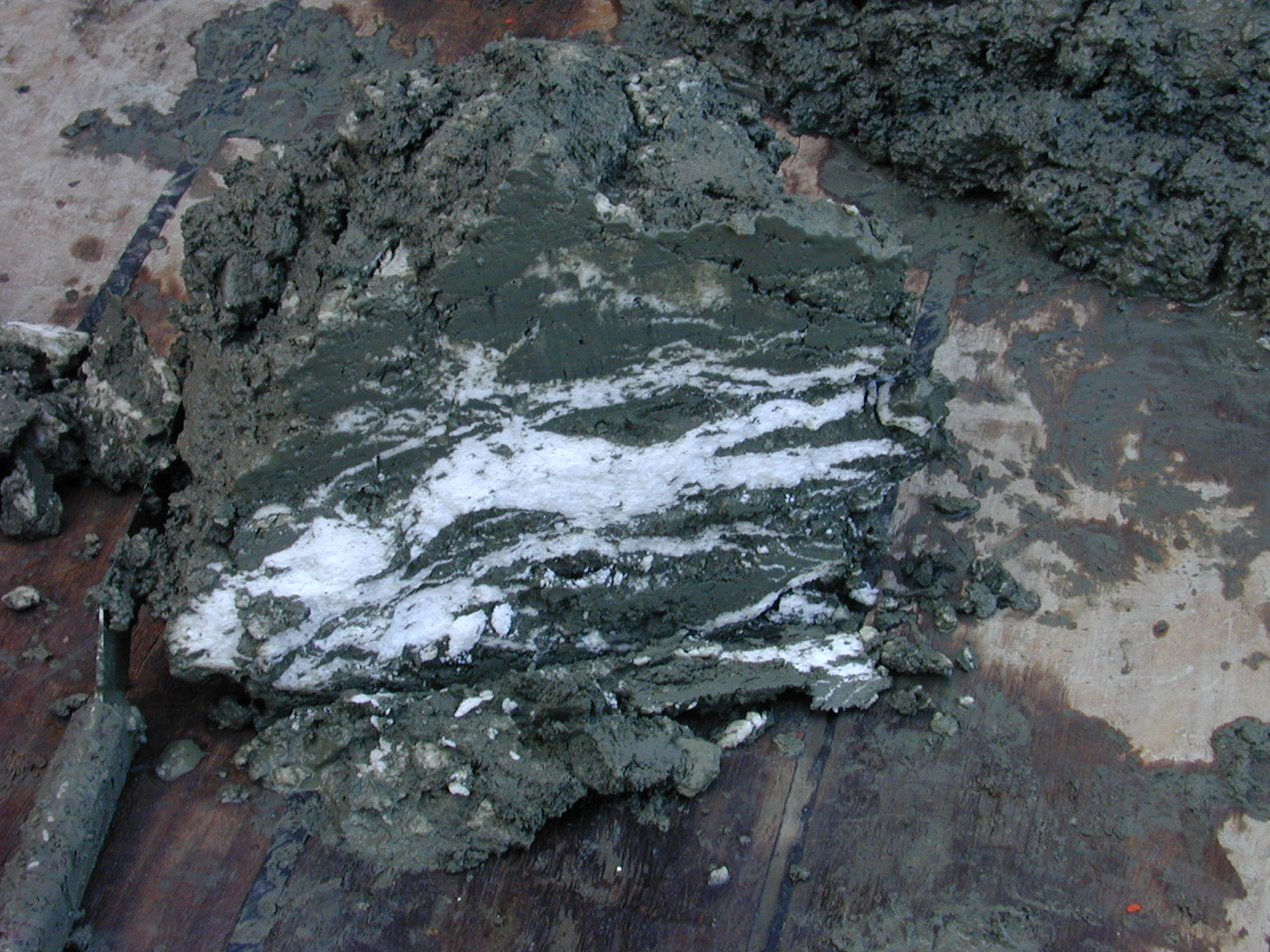
Gashydraat in sediment.

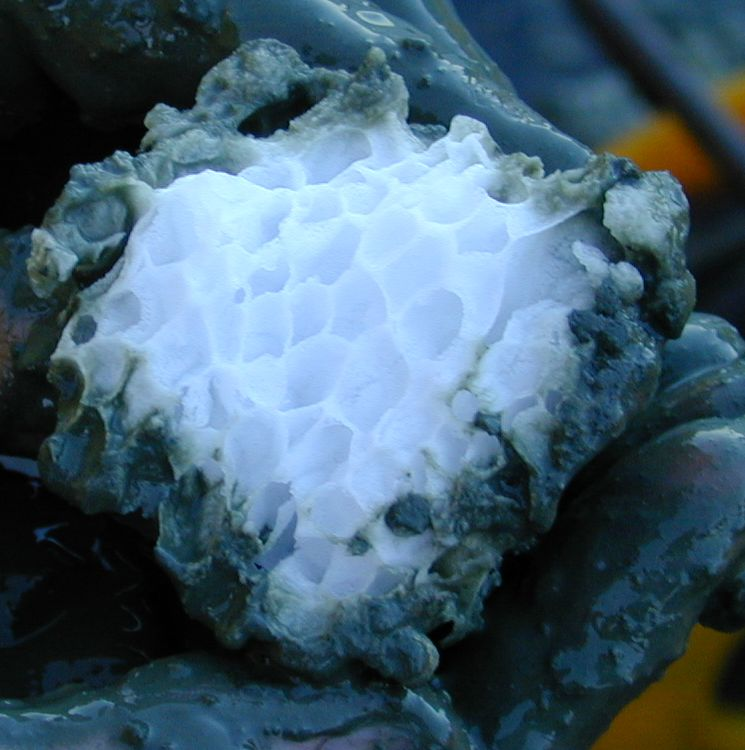
Gashydraat met structuur.

Gashydraat is een verbinding van water rond het vriespunt (of ijs) en een gas, dat in de moleculaire holtes van het water zit opgesloten.

## Methaanhydraat
Een van de meest voorkomende gashydraten is methaanhydraat ('hydraatgas') dat op grote schaal in permafrost en in diepe zeeën voorkomt. De totale hoeveelheid 'aardgas' die op deze wijze is opgeslagen, overtreft alle andere soorten fossiele brandstof. Eerste onderzoeken hebben aangetoond dat de te winnen voorraden de gehele aarde voor circa 3000 jaar van energie kunnen voorzien. Alleen al in de Golf van Mexico is voldoende methaanhydraat aanwezig om voor tweeduizend jaar in de energiebehoefte van de Verenigde Staten te voorzien. 
Bij hogere druk kan methaanhydraat ook bij wat hogere temperaturen ontstaan. Bij de aardgaswinning kan dit problemen opleveren. In de put is de temperatuur nog hoog genoeg, maar als van vochtig aardgas tijdens transport door pijpleidingen op de zeebodem te veel afkoelt wordt methaanhydraat gevormd, wat verstoppingen in de transportleiding kan opleveren. Daarom wordt bijvoorbeeld bij transport van productieplatforms naar gasbehandelingsinstallaties aan de kust een hydraatremmer toegevoegd. Meestal is dit glycol of een andere hogere alcohol, waar het water zich aan bindt. Bij ontvangst wordt de hydraatremmer geregenereerd en teruggevoerd voor hergebruik.

## Waterstofhydraat
Waterstofhydraat is pas stabiel bij een druk van 1500 bar, maar bij aanwezigheid van tetrahydrofuraan (THF) blijft het stabiel tot 100 bar.